# Pape Satàn, pape Satàn aleppe

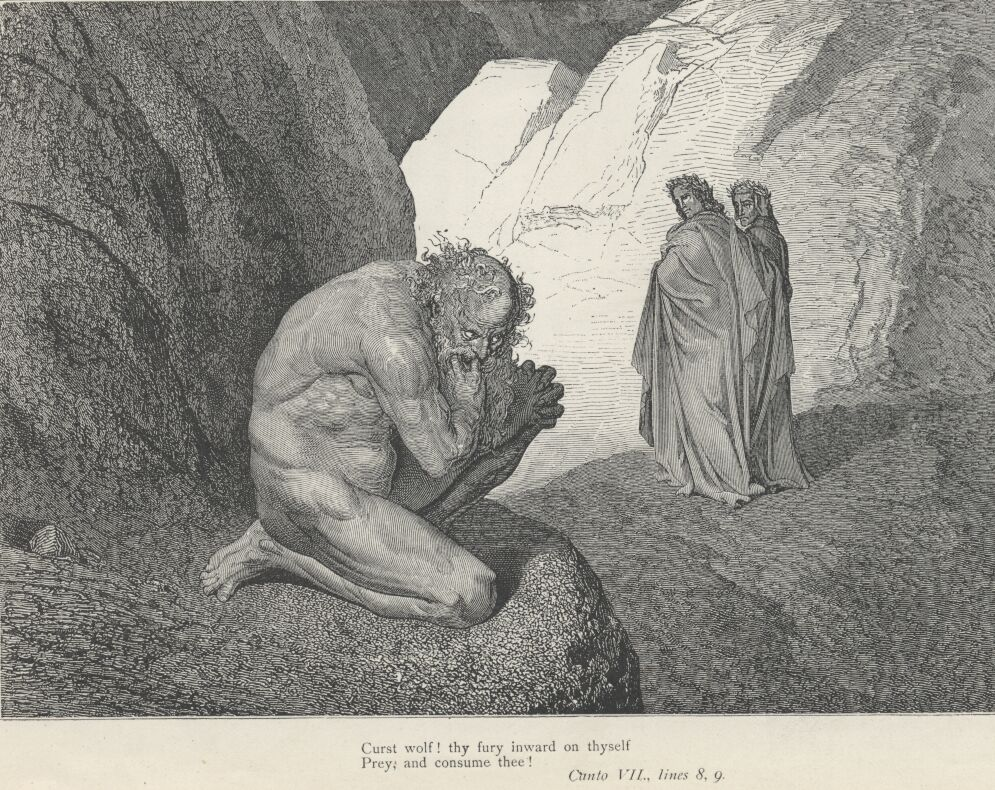
la intrarea în cercul al patrulea al damnaților din infern, într-o gravură de Gustave Doré pentru Divina Commedia

„Pape Satàn, pape Satàn aleppe” este versul de deschidere al Cântului VII din Infernul lui Dante Alighieri. Versul, format din trei cuvinte, este renumit pentru incertitudinea semnificației sale și au existat numeroase încercări de a-l interpreta. După unele opinii, este vorba de o expresie pur inventată artificial de poet, dar după altele ea ar conține elemente care pot fi recunoscute etimologic. Comentatorii moderni ai Divinei Comedii privesc acest pasaj ca pe un fel de invocare demonică a Satanei.

## Text
Versul conține o exclamație a lui Pluto. Plutos⁠(d) a fost la origine zeul grec al bogăției, dar în Infernul, Dante l-a transformat într-un demon respingător care păzește cel de-al patrulea cerc al damnaților, unde sunt pedepsite sufletele avarilor și risipitorillor care au abuzat de avutul lor. Întreaga strofă, împreună cu următoarele patru, care descriu întâlnirea și confruntarea lui Dante și Virgiliu cu Pluto, sună astfel:
| "Pape Satàn, pape Satàn aleppe!", cominciò Pluto con la voce chioccia; e quel savio gentil, che tutto seppe, disse per confortarmi: "Non ti noccia la tua paura; ché, poder ch'elli abbia, non ci torrà lo scender questa roccia." Poi si rivolse a quella 'nfiata labbia, e disse: "Taci, maladetto lupo! consuma dentro te con la tua rabbia. Non è sanza cagion l'andare al cupo: vuolsi ne l'alto, là dove Michele fé la vendetta del superbo strupo." Quali dal vento le gonfiate vele caggiono avvolte, poi che l'alber fiacca, tal cadde a terra la fiera crudele. | „Pape Satan, pape Satan aleppe!” cu voce aspră Pluto cuvânta, iar blândul înțelept ce-a tot pricepe mă-mbărbătă zicând: „Nu te speria, căci drumu-n jos nu el ni-l va aține, oricât de mare-ar fi puterea sa.” Și-ntors spre chipul spurcatei jivine: „Tu taci, grăi, lup blestemat de fire, și mistuie-ți tu singur fierea-n tine. Nu ne-am pornit spre-adâncuri în neștire; aceasta-i vrerea-n cer, unde Mihai a răzbunat trufașa răzvrătire.” Cum cad grămadă pânzele când, vai, se prăbușe catargul pe furtună, la fel căzu și Pluto fără grai. Traducere de Eta Boeriu |

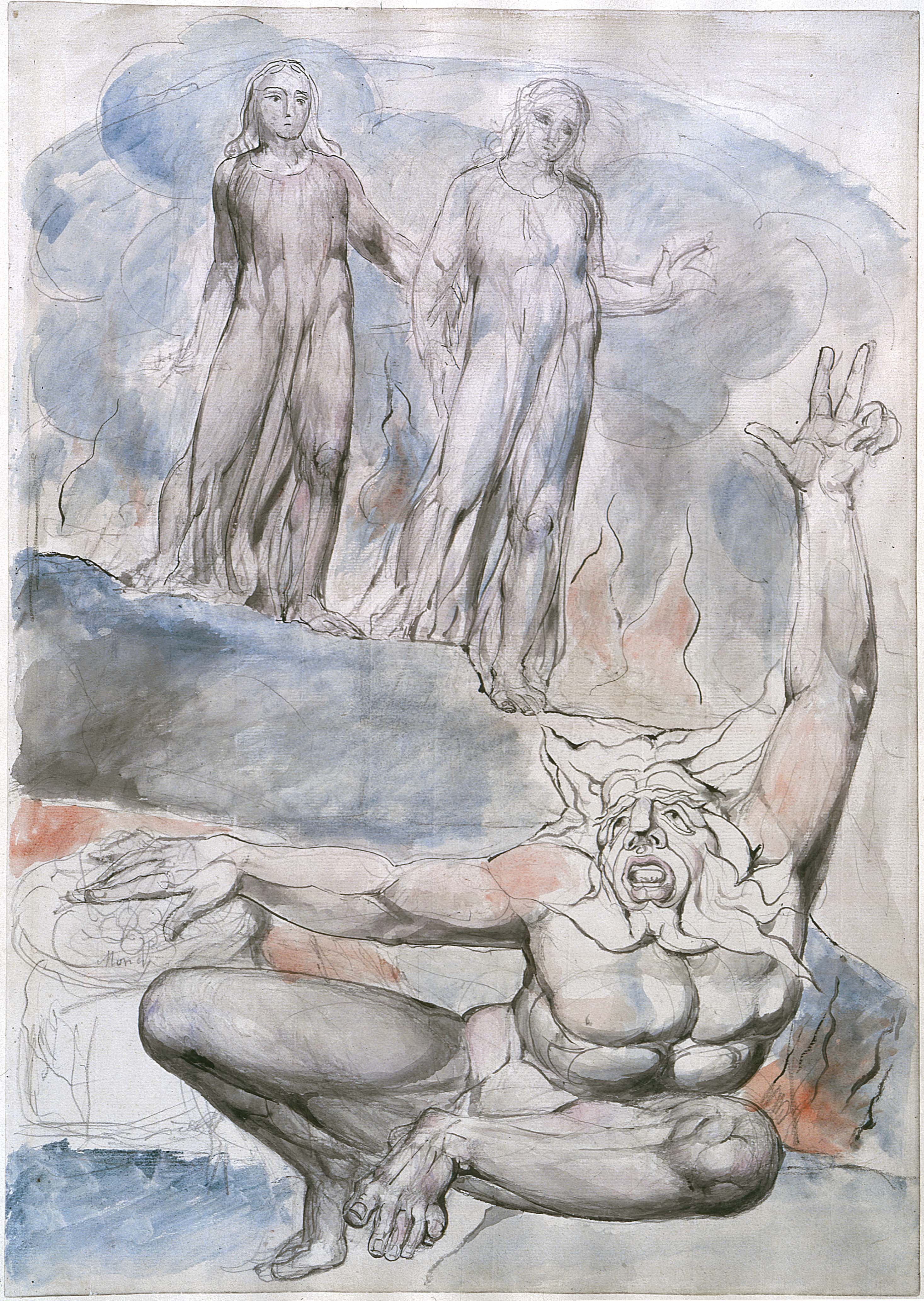
Scena din Infernul VII, în viziunea lui William Blake

Puținele informații care pot fi culese din text sunt următoarele:
1. Virgiliu înțelege sensul („iar blândul înțelept ce-a tot pricepe...”) și răspunde.
2. Versul este doar începutul a altceva („cominciò Pluto con la voce chioccia...”).
3. El este o expresie a mâniei („Tu taci, grăi, lup blestemat de fire / și mistuie-ți tu singur fierea-n tine”).
4. Are efectul unei amenințări la adresa lui Dante („iar blândul înțelept ce-a tot pricepe / mă-mbărbătă zicând: „Nu te speria, / căci drumu-n jos nu el ni-l va aține, / oricât de mare-ar fi puterea sa”).[5]

## Crux philologorum
Potrivit opiniei lui Ettore Caccia, versul este unul dintre cele mai discutate pasaje problematice ale lui Dante (una delle più discusse cruces dantesche). El a mai fost caracterizat drept „unul dintre cele mai torturate versuri ale poemului” (questo è uno dei versi più torturati del poema) și drept un „vers foarte chinuit de exegeți” (verso tormentatissimo dagli esegeti). Aceste superlative se datorează nu doar numărului extrem mare de interpretări diferite propuse de-a lungul timpului, ci și caracterului lor adeseori exagerat. La începutul secolului al XIX-lea, Vincenzo Monti scria despre o interpretare fantezistă a versului propusă de un comentator anterior: „Dacă această interpretare nu ar fi amuzantă, ea ar fi cu adevărat jalnică.” Citându-i remarca spre sfârșitul aceluiași secol, Giovanni Andrea Scartazzini considera că ea se putea aplica în zilele lui la o sută de alte interpretări.
Interpretările propuse de comentatorii acestui pasaj pot fi grupate în trei categorii:
1. Prima cuprinde opiniile celor care consideră exclamația lui Pluto ca fiind complet lipsită de sens, o mostră de grai infernal fără noimă. Totuși, această interpretare se confruntă cu obiecția că toate celelalte dialoguri și discursuri din operă prezintă o unitate remarcabilă și nimic nu este introdus fără scop sau diin întâmplare. Prin urmare și selecția vocabulelor din această formulă obscură trebuie să transmită un anumit mesaj. În plus, Virgiliu pare să înțeleagă cuvintele lui Pluto și îi răspunde.
2. Al doilea tip de interpretări consideră versul ca fiind o expresie purtătoare a unei anumite semnificații, dacă nu cognitive, atunci cel puțin emoționale. Invocându-și stăpânul, Pluto exprimă mirarea și indignarea unui demon surprins de vizitatorii neașteptați care încalcă legile implacabile ale infernului. Sentimentele identificate de diferiții comentatori în strigătul demonului au fost clasificate în:  uimire, durere și întristare, mânie și furie, ură și amenințare.[6]
3. A treia direcție de interpretare consideră întreaga expresie ca fiind descifrabilă și purtătoare de sens. Analiza cuvintelor individuale și limbile de referință la care se face raportarea acesteia diferă de la un comentator la altul, ceea ce conduce la „traduceri” sensibil diferite ale mesajului de ansamblu, dar supoziția de bază rămâne aceeași și anume că versul are o semnificație ascunsă, care poate fi recuperată pe cale exegetică.[10]

## Explicații posibile
Singurul cuvânt cu un sens destul de evident este „Satàn”, care trimite la Satan; acesta provine din cuvântul ebraic הַשָׂטָן (ha-Satan), care tradus literal înseamnă „vrăjmașul”, „adversarul”. Dante a intenționat probabil să dea un sens, deși unul obscur, acestei formule demonice, punând cel puțin ceva ușor de recunoscut (Satana), dar lăsând totodată să planeze acea nedeterminare amenințătoare, unde oricine își putea imagina sensul care îl înspăimânta cel mai mult.

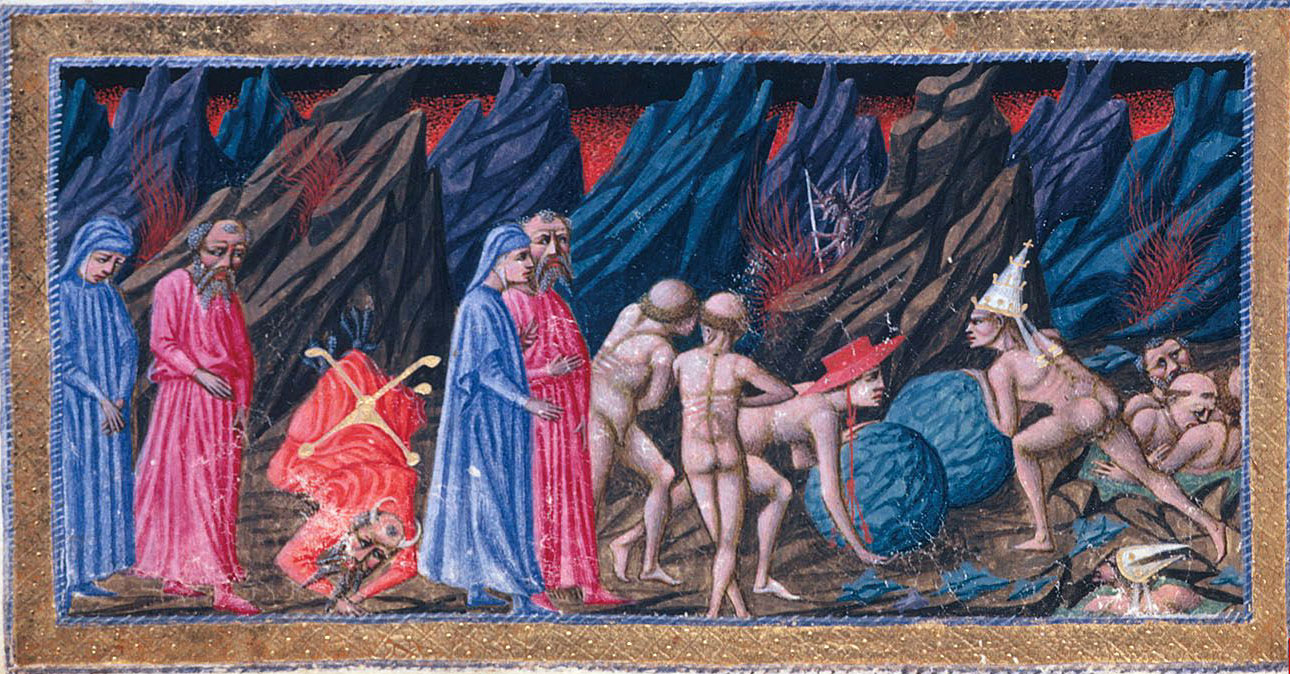
Scena din Infernul VII, într-o miniatură din secolul al XV-lea a lui Priamo della Quercia. Întâlnirea cu Pluto este reprezentată în partea din stânga.

### Primele interpretări
Încercările de a interpreta aceste versuri au fost literalmente seculare. Divina Comedie a fost publicată în 1321, iar prima tentativă de a explica cuvintele lui Pluto datează din 1322, din partea unuia dintre fiii lui Dante, Jacopo Alighieri. Alte comentarii au fost publicate în primele două secole de la apariție de către: Graziolo Bambaglioli (1324), Jacopo della Lana (1324), Guido da Pisa (1335), Pietro Alighieri (alt fiu al lui Dante, 1340), Guglielmo Maramauro (1369), Giovanni Boccaccio (1373), Benvenuto da Imola (1379), Cristoforo Landino (1481), Gabriele Trifon (1525).
Câteva elemente comune ale interpretărilor propuse de cei mai timpurii comentatori ai Divinei Comedii includ:
- Cuvântul „pape” ar putea fi o redare a cuvântului latin papae, sau a celui grecesc παπαί (papai). Ambele cuvinte sunt interjecții care exprimă furie sau surpriză, atestate la autorii antici (comparabile cu „fir-ar (să fie)!”, sau doar „oh!”).[14][15]
- Cuvântul „aleppe” ar putea fi o versiune italiană a cuvântului „alef”, litera ebraică א (a), care este corespondentul literei alep din limba feniciană și al literei alpha din limba greacă. Schimbarea consoanelor aici este comparabilă cu cea din Giuseppe, care este versiunea italiană a numelui Iosif. În ebraică, alef semnifică și „numărul unu” sau „originea ce conține totul”. Poate fi interpretat și ca o metaforă pentru a desemna o poziție „de căpătâi”, „cel dintâi și mai însemnat” element dintr-un șir. Acesta a fost un atribut pentru Dumnezeu în expresiile medievale târzii, semnificând „maiestatea” (lui Dumnezeu). „Alef” a fost și o interjecție medievală asemănătoare cu „O, Doamne!”.[14][15]

În virtutea acestor interpretări, versetul ar însemna „O, Satana, o Satana, dumnezeule, rege!”.

### Teoria rugăciunii
Cuvântul „pape” ar putea proveni din latinescul Pape, un vechi termen roman pentru „împărat” sau „tată”. Mențiunea dublă a lui „pape” împreună cu „Satana” (interpretat aici ca îngerul căzut Satan) și cezura (virgula) din endecasilab, îi conferă un ton de rugăciune sau de invocare către Satana, deși nu există niciun verb aparent. Ar putea fi, de asemenea, o invocare a răului din lăuntrul intrușilor.
Domenico Guerri a cercetat în mod amănunțit glosarele medievale în 1908 și a interpretat versul ca „O, Satan, o, Satan, Dumnezeu”, considerând că menirea sa era aceea de invocare împotriva călătorilor.

### Lectura arabă
Abboud Abu Rashid, primul traducător al Divinei Comedii în arabă (1930–1933), a interpretat acest vers ca o transcriere fonetică a arabei vorbite, „Bab Al-Shaytan, Bab Al-Shaytan, Ahlibu!”, adică „Ușa lui Satan, ușa lui Satan, mergi în jos!”. Potrivit unor savanți, deși Dante nu vorbea limba arabă, s-ar fi putut inspira din surse islamice. Îndoieli apar, însă, pentru că sensul acestei interpretări nu se potrivește întru totul cu reacția lui Dante și Virgiliu (mânie și frică), nici cu răspunsul lui Virgiliu, iar Dante îl acuză direct pe Mahomed drept răspânditor al schismei religioase.

### Lectura ebraică
Unii comentatori susțin că propoziția este în ebraică transcrisă fonetic, „Bab-e-sciatan, bab-e-sciatan, alep!”. Acesta ar fi opusul propoziției pe care a rostit-o Isus în Evanghelia după Matei 16:18, „...și porțile iadului nu o vor birui”. Sensul acestei afirmații ar fi că Iadul (Satana) a biruit.

### Lectura greacă
Plecând de la premisa că Pluto a fost o divinitate din mitologia greacă, alți comentatori au considerat că el a trebuit să se exprime în limba greacă antică. L. Monti a propus ca versul să fie citit Παπαῖ! σατᾶν, παπαῖ! σατᾶν, ἇ! λίπε (λεῖπε) și l-a tradus ca „O, dușmanule, o, dușmanule, pleacă, piei de aici!”. Pentru M. Olivieri, aleppe redă vocativul grec ἄληπτε („invincibile!”), iar versul trebuie tradus ca „Ah, ah, Satana, ah, ah, Satana, (ești de) neînvins!”.
Mai recent, V. Sermonti a susținut că grecescul παπαῖ ar fi echivalentul formulei de imprecație italiene mannaggia! În acest fel, versul devine un fel de blasfemie ridicolă la adresa Satanei, care ignoră în mod evident prezența lui Dante în infern, dacă nu cumva chiar consimte la aceasta: „Fir-ai tu să fii, Satană, principele nostru!”

### Lectura franceză
Au fost propuse două sugestii principale de interpretare a cuvintelor lui Pluto ca franceze.
Prima consideră că versul redă strigătul: „Paix, paix, Satan, paix, paix, Satan, allez, paix!” („Pace, pace, Satana, pace, pace, Satana, haide, pace!”). Această din urmă frază poate fi interpretată ca „Satana, fă pace!” Benvenuto Cellini, în autobiografia sa, relatează că a auzit fraza la Paris, transliterând-o drept „Phe phe, Satan, phe phe, Satan, alè, phe” și interpretând-o ca „Fii liniștit! Taci Satana, pleacă de aici și taci!”
A doua interpretare, care se bazează și o dezvoltă pe prima, este: „Pas paix Satan, pas paix Satan, à l'épée!” („Fără pace, Satana! Fără pace, Satana! La sabie!”). Potrivit lui Giovanni Ventura, intenția lui Dante ar fi fost să-l disimuleze pe Filip al IV-lea al Franței în spatele lui Pluto, demonul lăcomiei, și acesta ar fi fost motivul pentru care Pluto a fost pus să vorbească franceză în loc de greacă. Dante îl considera pe Filip cel Frumos drept dușman al creștinismului și al papalității, datorită rapacității sale. Cuvintele lui Pluto sunt, de asemenea, o parafrază hulitoare a cuvintelor lui Isus din Evanghelia după Matei 10:34 („Nu socotiți că am venit să aduc pace pe pământ; n-am venit să aduc pace, ci sabie”). Această interpretare presupune o deplasare a accentului tonic, în scopuri metrice, de la a 11-a la a 10-a silabă, din „aleppé” în „alèppe”.

### Lectura flamandă
O altă soluție publicată de Giancarlo Lombardi în aprilie 2021 afirmă că aceste cuvinte sunt transcrierea fonetică a unei propoziții în dialectul medieval flamand din Bruges (Middelwestvlaamsch), scris ca „Pape Satan, pape Satan, help!” sau „helpe!” și pronunțat ca „Pape Satan, pape Satan, alp!” sau „alpe!” (Această pronunție, caracteristică pentru Bruges și regiunea sa din Flandra de Vest, este atestată din 1150–1200 până în prezent.) Dante ar indica în mod clar că a auzit aceste cuvinte „cu voce chinuită” din cauza pronunției guturale a lui „alp" (în special "L" - în flamandă / olandeză ca și în engleză, „kloek” este într-adevăr „chioccia”), specifică acelui dialect. Prin fenomenele cunoscute sub denumirea de epenteză și (poate) paragogie, tipice dialectului toscan al vremii sale (ca în „salamelecco” din As-salamu alaykum, de asemenea în uzul italian modern, și în „amecche” din ebraică „amech” sau „amcha” în Inf., XXXI, 67), Dante ajunge la transcrierea găsită în poezie. Dante ar fi putut folosi în mod specific dialectul flamand din Bruges din cauza relațiilor comerciale intense care au existat între Florența și Bruges încă din secolul al XIII-lea (Plutos fiind zeul bogăției). Poezia include două referiri la Bruges și referiri suplimentare la familiile toscane implicate în afaceri acolo. Sensul în flamandă ar fi „Părinte Satan, părinte Satan, ajutor!”, unde „Pape” se referă la preotul aflat în fruntea unei parohii. (cuvântul Middelwestvlaamsch pentru „Papă” ar fi Pawes, dar este foarte puțin probabil ca Dante să fi știut flamandă.) Versetul ar face apoi aluzie la Evanghelia după Matei (Matei 16 și Matei 21-23), iar sensul său intenționat ar fi condamnarea exercitării puterii temporale de către Biserica occidentală.

## Popularitate modernă

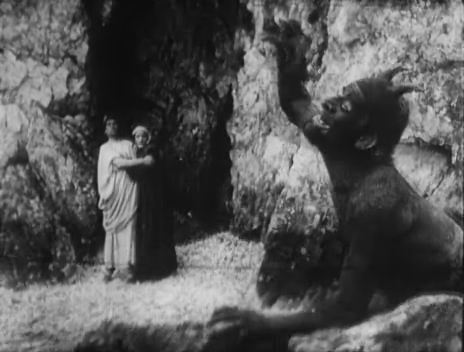
Scena redată în Infernul, film mut italian din 1911

Versul misterios al lui Dante este prezent în mai toate registrele culturii moderne, unde apare citat fie ca atare, fie sub formă aluzivă ușor de recunoscut. De cele mai multe ori, contextul este umoristic sau ironic, dar uneori îi este conferită și o tonalitate mai gravă.
O trimitere subtilă la acest pasaj a fost identificată în titlul lucrării imaginare pomenite de James Joyce în Veghea lui Finnegan: „Skim over Through Hell with the Papes (mostly boys) by the divine comic Denti Alligator”.
Poetul Carlo Alberto Salustri a exploatat la maximum consonanțele citatului în poemul său satiric „Pappagallo ermetico”, scris în dialectul romanesco și publicat sub pseudonimul Trilussa:
| Un Pappagallo recitava Dante: «Pape Satan, pape Satan aleppe...» Ammalappena un critico lo seppe corse a sentillo e disse: — È impressionante! | Un papagal a recitat din Dante: «Pape Satan, pape Satan aleppe...» De cum a auzit un critic despre asta A alergat s-asculte și-a zis: – È impressionante! |

În domeniul benzilor desenate, versul apare parodiat în L'Inferno di Topolino⁠(d) („Infernul lui Mickey Mouse”), volum publicat în limba italiană în 1949, cu text de Guido Martina și desene de Angelo Bioletto. Topolino (Mickey Mouse), în rolul lui Dante, și Pippo (Goofy), în rolul lui Virgiliu, îl întâlnesc pe cățelul Pluto, în rolul demonului omonim, iar episodul este comentat cu aceste terține umoristice în stilul lui Dante:
| Pape Satan, pape Satan aleppe: queste parole dai concetti bui per seicent'anni niun spegare seppe. Solo Dante lo può; ragion per cui chi vuol saper che cosa voglion dire vada all'inferno e lo domandi a lui! | Pape Satan, pape Satan aleppe: aceste vorbe fără nicio noimă de șase veacuri nimeni nu pricepe. Doar Dante o poate face; de aceea cine ar vrea să știe ce înseamnă să meargă-n iad, pe el să îl întrebe! |

În episodul cinci al serialului de benzi desenate Ser Topolino e la cavalcata dei cavalieri inesistenti („Sir Mickey Mouse și cavalcada cavalerilor inexistenți”) din 1990, este folosită formula magică Panesalam panesalam afette! Jocul de cuvinte, care parodiază versul lui Dante, trimite la un sandviș din „pâine și salam în felii”.
Citatul se bucură de o popularitate deosebită în domeniul muzicii ușoare italiene. Versul apare în titlul unei piese a formației rock Negrita de pe albumul Reset (1999) și în titlul unui disc din 2016 al formației de rock progresiv Osanna. El este citat în piesa „Povero diavolo” de pe albumul Sul tetto del mondo (2011) al formației Modena City Ramblers și în piesa „Disco Metal” (2023) a formației Nanowar of Steel. Cantautorul Paolo Conte folosește, în piesa sa „La java javanaise” de pe albumul Razmataz (2000), versul original al lui Dante împreună cu parodia lui despre „pâine și salam”.
Pape Satàn Aleppe este titlul ultimei cărți a lui Umberto Eco, apărută postum în 2016. Având ca subtitlu Cronache di una società liquida („Cronicile unei societăți lichide”), ea reunește eseuri publicate anterior în săptămânalul italian L’Espresso. Despre titlu, împrumutat din Infernul lui Dante, autorul a afirmat că el nu vrea să spună nimic, dar are „o semnificație îndeajuns de lichidă pentru a caracteriza simbolic confuzia vremurilor noastre”. Semioticianul italian confirmă, astfel, opinia sa despre acest pasaj exprimată în urmă cu trei decenii prin vocea personajului Casaubon din romanul său Pendulul lui Foucault. Într-o replică în care versul lui Dante este alăturat unei alte formule criptice celebre din cartea biblică a lui Daniel (5.25) și unui vers la fel de celebru al lui Mallarmé, acesta afirmă: „Comportă-te ca un stupid și devii impenetrabil pe vecie. Abracadabra, Manel Tekel Phares, Pape Satan Pape Satan Aleppe, le vierge le vivace et le bel aujourd’hui, de fiecare dată când un poet, un predicator, un șef, un mag au emis niște bolboroseli fără noimă, omenirea pierde secole întregi ca să le descifreze mesajul.”
În spațiul sociolingvistic italian, versul a dobândit un statut proverbial, fiind cunoscut și citat adesea în limbajul cotidian, atât în forma sa criptică originară, cât și în cea parodiată. În prezent, expresia este folosită în glumă pentru a-l alunga pe Cel Rău, similar cu formula de exorcizare „Vade retro!” provenită din Biblie.